# Castel San Giovanni
Castel San Giovanni est une commune italienne de la province de Plaisance dans la région Émilie-Romagne.

## Administration
| Période                                  | Période | Identité | Étiquette | Qualité |
| ---------------------------------------- | ------- | -------- | --------- | ------- |
|                                          |         |          |           |         |
| Les données manquantes sont à compléter. |         |          |           |         |

### Hameaux
Creta, Ganaghello, Fontana Pradosa, Bosco Tosca, Pievetta

### Communes limitrophes
Arena Po, Borgonovo Val Tidone, Bosnasco, Pieve Porto Morone, Rovescala, San Damiano al Colle, Sarmato, Ziano Piacentino

## Personnalités
- Giovannina Pecorini (1823-1884), soprano italienne, née à Castel San Giovanni